# Cucina malawiana
La cucina del Malawi include i cibi e le pratiche culinarie del Malawi. Tè e pesce sono molto largamente consumati nel Paese. Anche zucchero, caffè, mais, patate, sorgo, carne bovina e carne ovina sono componenti importanti della cucina e del commercio alimentare. Il lago Malawi è fonte di molti pesci utilizzati in ambito culinario, tra cui il chambo (simile all'orata), l'usipa (simile alla sardina), lo mpasa (simile al salmone) e il kampango.

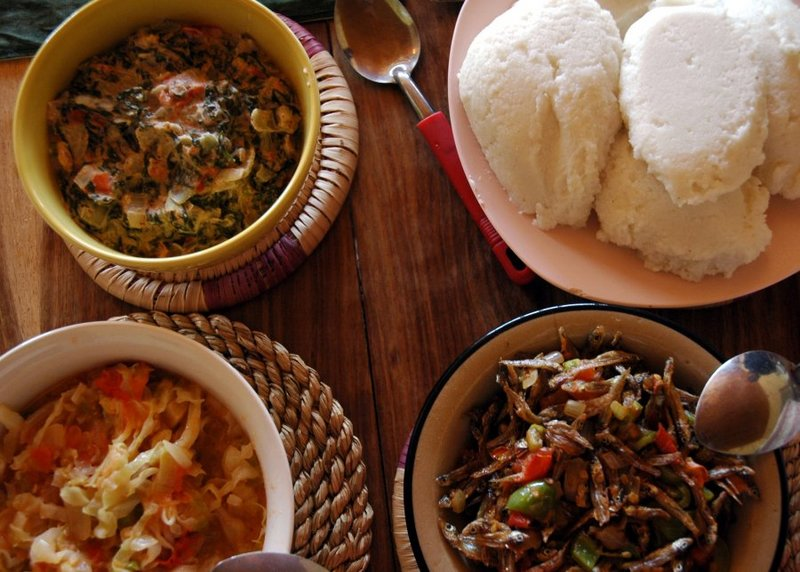
Ugali con tre diversi relish

Un altro alimento molto consumato è l'ugali (detto nsima in lingua locale), piatto a base di mais macinato e servito con contorni di carne, fagioli e verdure. Può essere consumato sia a pranzo che a cena.

## Piatti tipici
Oltre a quelli già citati, in Malawi si annoverano tra i piatti tradizionali:
- Thobwa, bevanda fermentata non alcolica, tipica del Malawi e dello Zambia e preparata con mais bianco, sorgo e miglio
- Kondowole, a base di farina di manioca e acqua e spesso accompagnato da pietanze a base di pesce;[2][3] particolarmente popolare nella Regione Settentrionale, è molto simile all'ugali ma è meno frequentemente consumato di questo, in quanto è difficile produrne in grande quantità
- Kachumbari, un'insalata a base di pomodori e cipolle, localmente chiamata anche Sumu o Shum

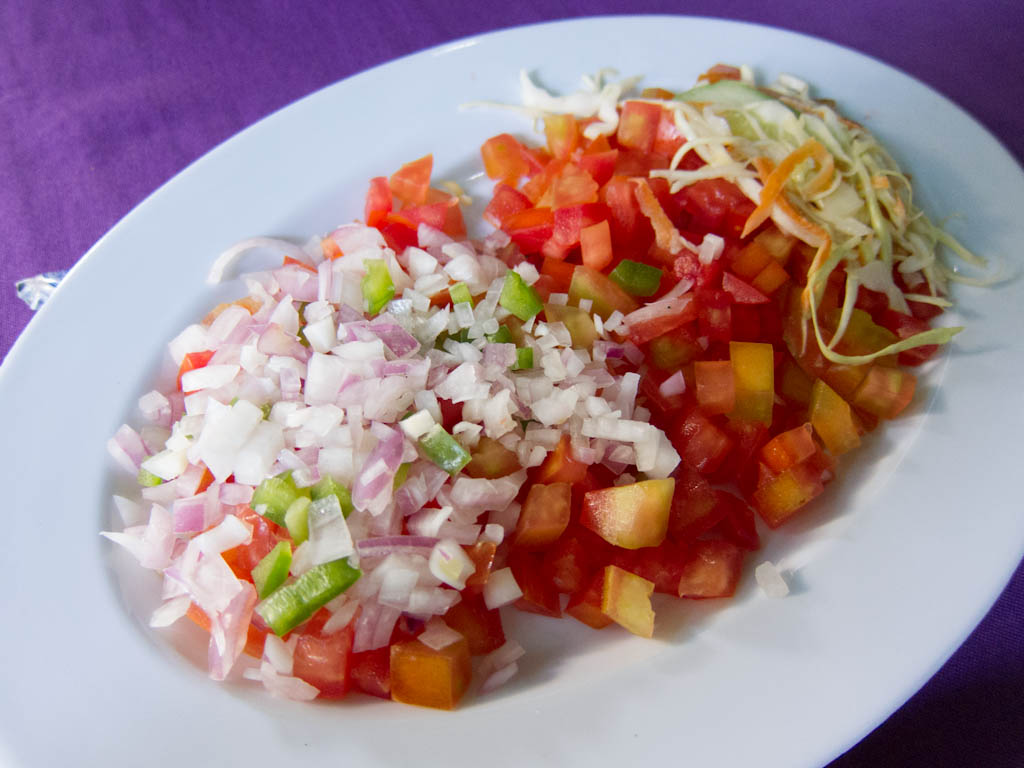
Kachumbari
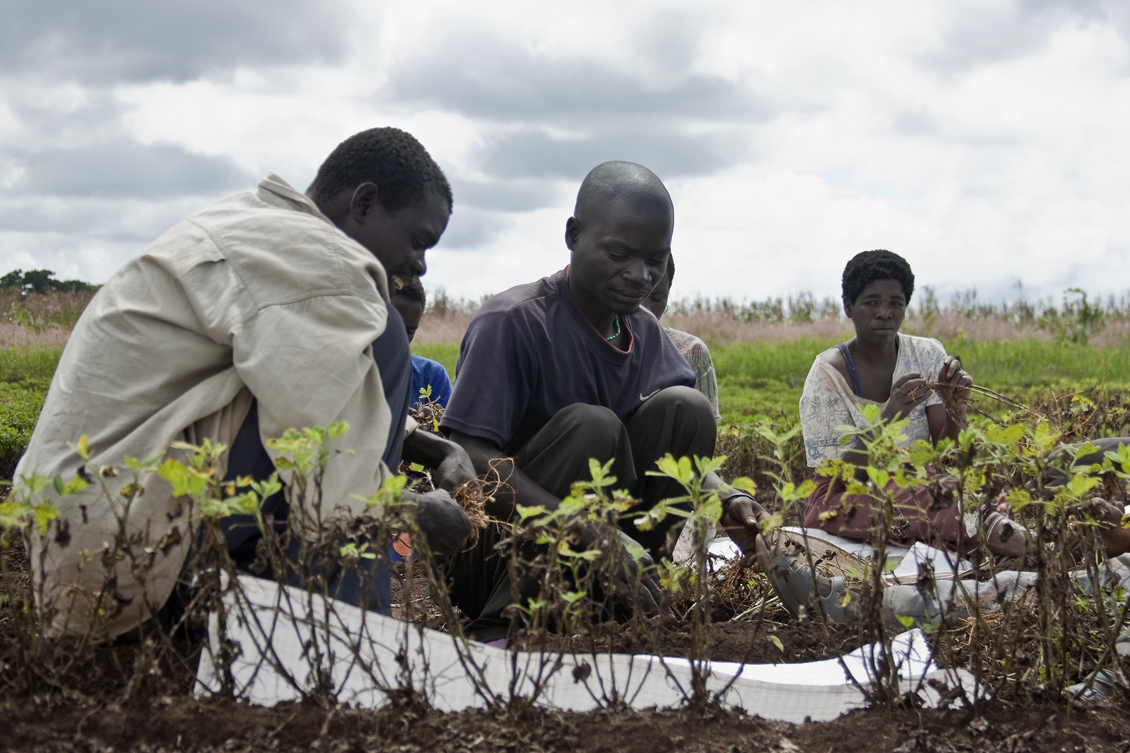
Raccolta di arachidi Bambara in un centro di ricerca sull'agricoltura
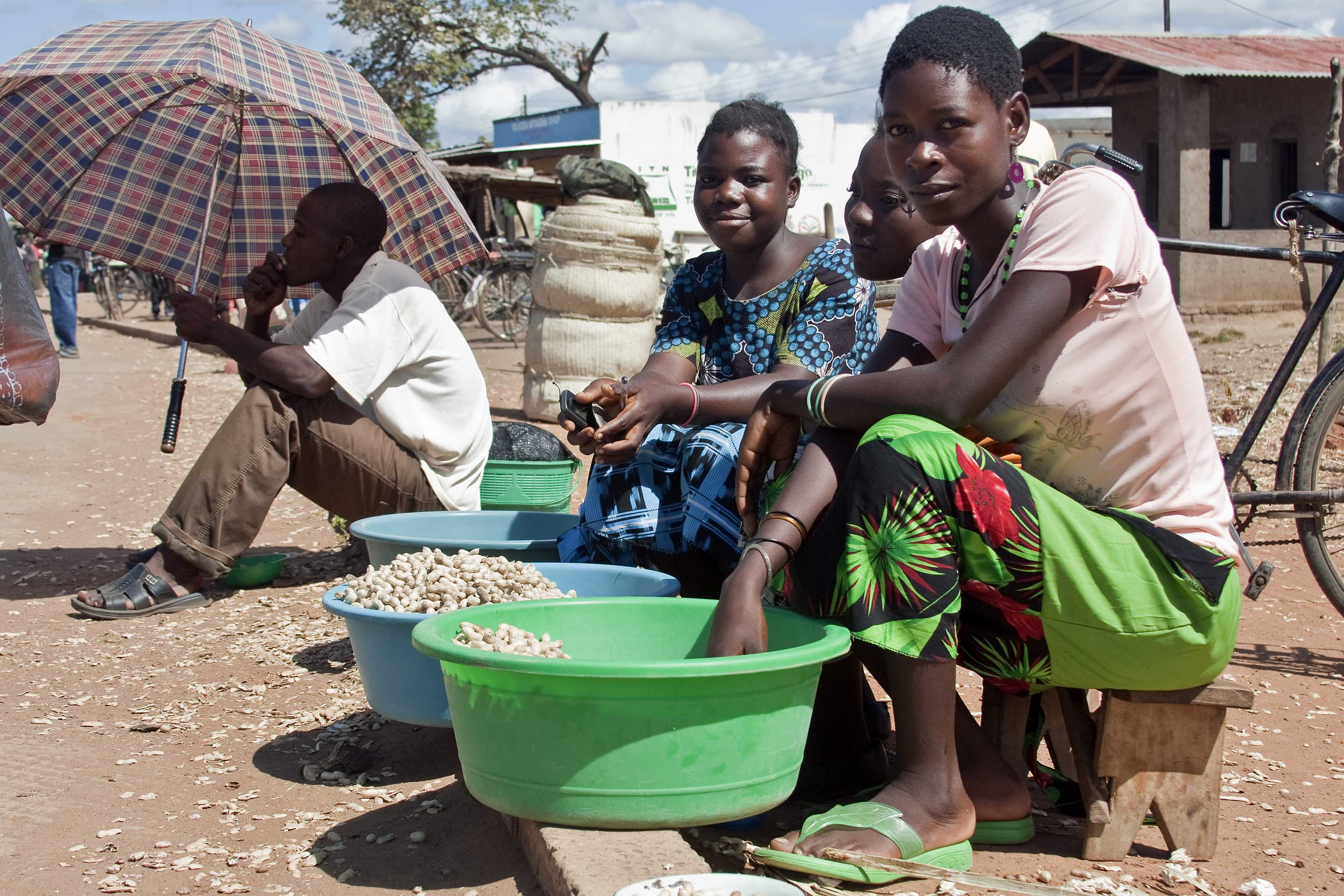
Donne nel Distretto di Salima mentre vendono arachidi Bambara
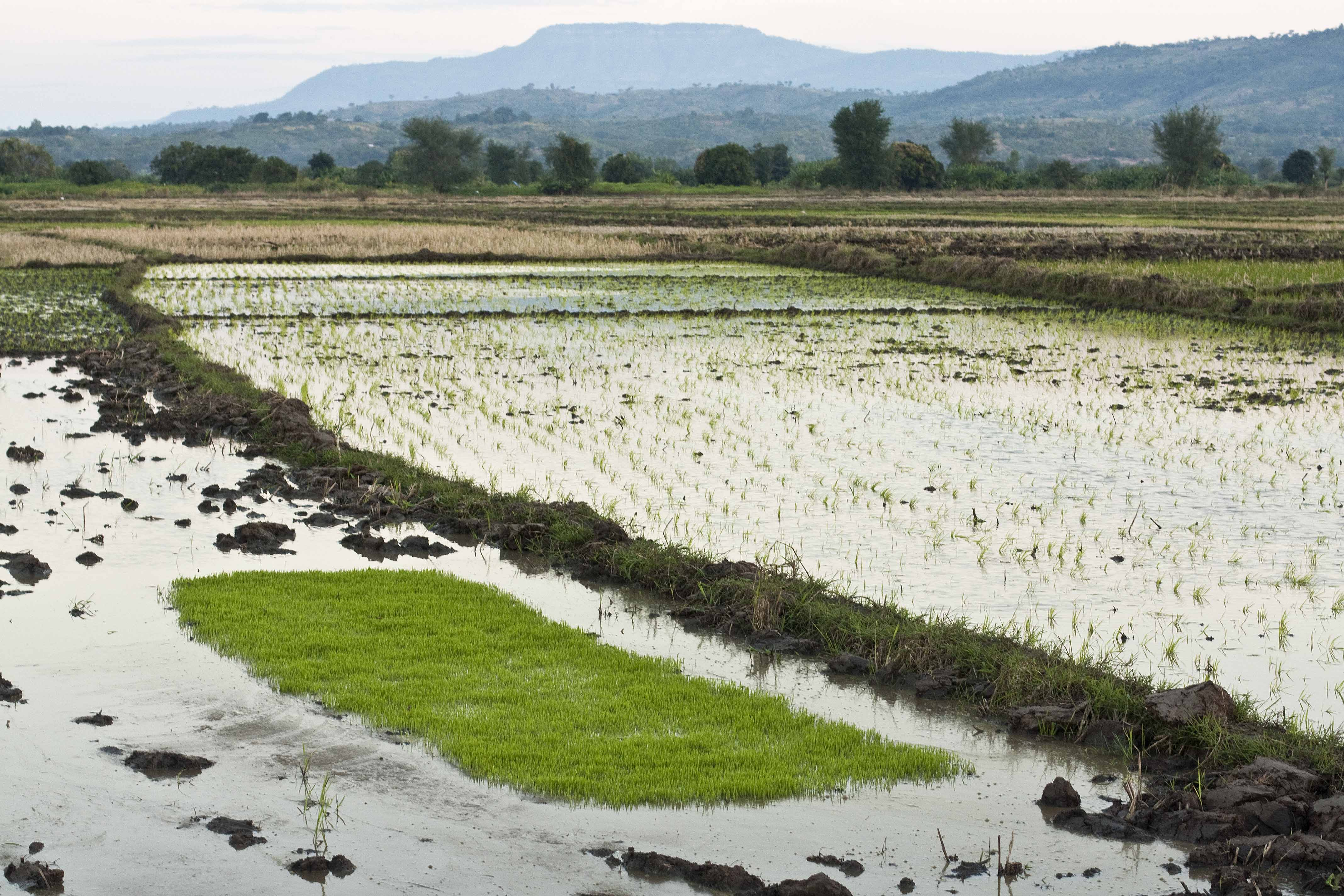
Campi di riso a Karonga
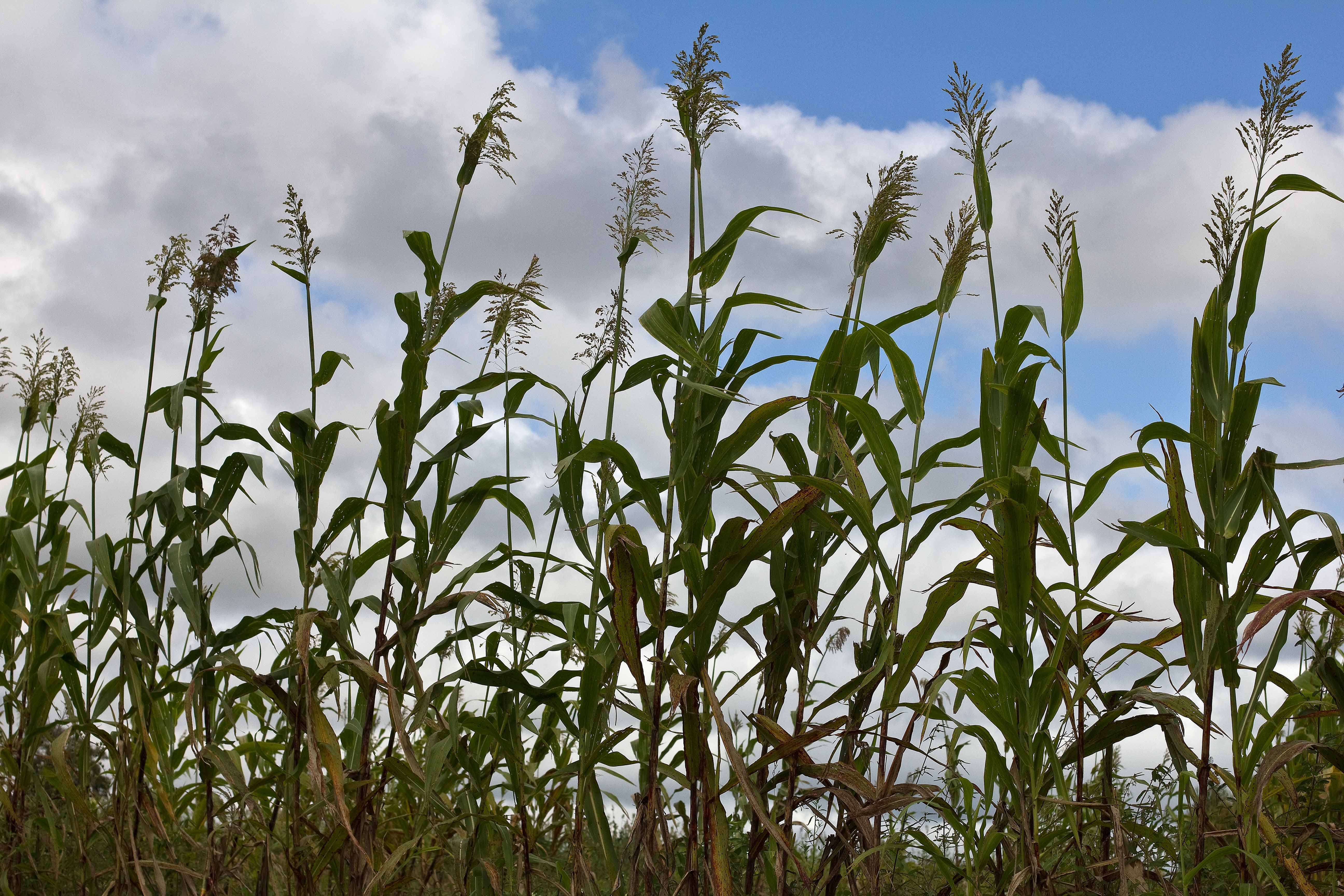
Varietà locale malawiana del sorgo